# الخلايا الكهروضوئية المركزة
الخلايا الكهروضوئية المُركزة ( CPV Concentrated Photovoltaic) (المعروفة أيضًا باسم الخلايا الفولتية الضوئية المركزة ) هي تقنية كهروضوئية تولد الكهرباء من ضوء الشمس. على عكس الأنظمة الكهروضوئية التقليدية ، فإنها تستخدم العدسات أو المرايا المنحنية لتركيز ضوء الشمس على الخلايا الشمسية الصغيرة تحتها وعالية الكفاءة ومتعددة الوصلات . بالإضافة إلى ذلك ، غالبًا ما تستخدم أنظمة الأنظمة الكهروضوئية المركزة متعقبات شمسية بحيث تسقط أشعة الشمس دائما عليها عمودية مع اختلاف وجود الشمس في صفحة السماء أثناء النهار، وأحيانًا تعزز بنظام تبريد لزيادة كفاءتها. :30
تمتلك الأنظمة التي تستخدم الخلايا الكهروضوئية عالية التركيز ( HCPV ) أعلى كفاءة لجميع التقنيات الكهروضوئية الحالية ، حيث تحقق ما يقرب من 40 ٪ لوحدات الإنتاج و 30 ٪ للأنظمة. :5إنها لتتيح مجموعة أصغر من الخلايا الكهروضوئية لديها القدرة على تقليل استخدام مساهات كبيرة من الأراضي ، وتقليل الحرارة المهدرة والمواد ، وتوازن تكاليف النظام . بلغ معدل التركيبات الكهروضوئية المركزة ذروته في عام 2012 وانخفض إلى ما يقرب من الصفر منذ عام 2018 مع الانخفاض الأسرع في الأسعار في الخلايا الكهروضوئية المصنوعة من السيليكون البلوري . :24في عام 2016 ، وصلت تركيبات الأنظمة الكهروضوئية المركزة التراكمية إلى 350 ميغاواط ، أي أقل من 0.2٪ من السعة العالمية المركبة البالغة 230 ألف ميغاواط في ذلك العام. :10 :5 :21
تتنافس الخلايا الكهروضوئية عالية التركيز HCPV بشكل مباشر مع الطاقة الشمسية المركزة (CSP) حيث أن كلا التقنيتين مناسبتان بشكل أفضل للمناطق ذات الإشعاع الطبيعي المباشر العالي ، والتي تُعرف أيضًا باسم منطقة Sun Belt ( المنطقة المشمسة) في الولايات المتحدة والموز الذهبي في جنوب أوروبا. :26غالبًا ما يتم الخلط بين أنظمة الكهروضوئية المركزة ونظام الطاقة الشمسية المركزة مع بعضهما البعض ، على الرغم من اختلافهما جوهريًا في التقنيات منذ البداية: تستخدم الأنظمة الكهروضوئية المركزة التأثير الكهروضوئي لتوليد الكهرباء مباشرة من ضوء الشمس ، بينما يستخدم نظام الطاقة الشمسية المركزة - غالبًا ما يطلق عليه الحرارة الشمسية المركزة - الحرارة من إشعاع الشمس من أجل صنع بخارًا لتشغيل توربين ، ثم ينتج الكهرباء باستخدام مولد كهرباء يدوُره التوربين . اعتبارًا من 2012 ، كان CSP أكثر شيوعًا عن نظام . CPV

## التاريخ
أُجريت الأبحاث على الخلايا الفولتية الضوئية المركزة منذ منتصف السبعينيات ، مدفوعة في البداية بصدمة الطاقة من حظر نفطي في الشرق الأوسط. كانت مختبرات سانديا الوطنية في البوكيرك ، نيو مكسيكو موقعًا لمعظم الأعمال المبكرة ، حيث تم إنتاج أول نظام تركيز ضوئي شبيه حديثًا هناك في أواخر العقد. كان نظامهم الأول عبارة عن نظام مكثف خطي يستخدم عدسة فرينل أكريليك بحيث تركز الأشعة في نقطة التركيز على خلايا السيليكون المبردة بالماء وتتبع محورين. السيليكون يحول أشعة الشمس إلى كهرباء. تم عرض تبريد الخلية باستخدام المشتت الحراري السلبي واستخدام عدسات فرينل المصنوعة من السيليكون على الزجاج في عام 1979 من خلال مشروع Ramón Areces في معهد الطاقة الشمسية التابع للجامعة التقنية بمدريد . بني مشروع SOLERAS بسعة 350 كيلووات في مشروعفي المملكة العربية السعودية - وهو الأكبر حتى سنوات عديدة بعد ذلك - تم إنشاؤه بواسطة سانديا / مارتين ماريتا في عام 1981.
استمر البحث والتطوير خلال الثمانينيات والتسعينيات دون اهتمام كبير بالصناعة. وسرعان ما تم الاعتراف بالتحسينات في كفاءة الخلية باعتبارها ضرورية لجعل التكنولوجيا اقتصادية. ومع ذلك فشلت التحسينات التي تم إدخالها على تقنيات الخلايا القائمة على السيليكون Si والمستخدمة من قبل كل من المكثفات و الفولتية الضوئية PV المسطحة في تفضيل اقتصاديات مستوى النظام لـنظام الفولتية الضوية المركزة CPV. و تنتج التيارالكهربائي مباشرة. منذ ذلك الحين قدم إدخال الخلايا الشمسية III-V متعددة الوصلات بدءًا من أوائل العقد الأول من القرن الحادي والعشرين أداة تمييز واضحة. تحسنت كفاءة الخلايا المتعددة الوصلات من 34٪ (خلية خلية 3 وصلة) إلى 46٪ (خلية ذات 4 وصلات ) عند مستويات الإنتاج على نطاق البحث. :14كما تم تكليف عدد كبير من مشاريع الأنظمة الفولتية الضوئية المركزة لإنتاج طاقات كبيرة بقدرات متعددة الميجاوات في جميع أنحاء العالم منذ عام 2010.
في عام 2016 وصلت تركيبات الأنظمة الفولتية الضوئية المركزة التراكمية (أي الناتجة من حقول شمسية كبيرة) إلى 350 ميغاواط ، وكانت أقل من 0.2٪ من السعة العالمية المركبة البالغة 230 ألف ميغاواط. :10 :5 :21وصلت الأنظمة ذات التركيز العالي HCPV التجارية إلى كفاءة فورية ("موضعية") تصل إلى 42٪ في ظل ظروف الاختبار القياسية (بمستويات تركيز أعلى من 400) :26، وترى وكالة الطاقة الدولية إمكانية زيادة كفاءة هذه التكنولوجيا إلى 50٪ بحلول منتصف عام 2020. :28اعتبارًا من ديسمبر 2014 وصلت أفضل كفاءة لخلايا المختبر للخلايا متعددة الوصلات المركزة إلى 46 ٪ ( لـ 4 وصلات أو أكثر). في ظل ظروف التشغيل الخارجية ، تجاوزت كفاءة الوحدة من CPV 33٪ (أي "ثلث شمس"). وتتراوح كفاءات التيار المتردد الناتج من النظام بين 25-28٪. توجد تركيبات الأنظمة الفولتية الضوئية المركزة (الكهروضوئية المركزة) في الصين والولايات المتحدة وجنوب إفريقيا وإيطاليا وإسبانيا . :12

## التحديات
تعمل أنظمة الأنظمة الفولت ضوئية المركزة الحديثة بكفاءة أعلى في ضوء الشمس عالي التركيز (أي مستويات تركيز تعادل مئات من الشمس) ، طالما ظلت الخلية الشمسية باردة من خلال استخدام أحواض الحرارة . لا يمكن للضوء المنتشر الذي يحدث في الظروف الملبدة بالغيوم أن يتركز بدرجة عالية باستخدام المكونات البصرية التقليدية فقط (مثل العدسات والمرايا العيانية). الضوء المرشح الذي يمر في ظروف ضبابية أو ملوثة ، له اختلافات طيفية تنتج عدم تطابق بين التيارات الكهربائية المتولدة داخل الوصلات الموجودة في سلسلة للخلايا الكهروضوئية متعددة الوصلات طيفيًا (MJ) . تؤدي ميزات CPV هذه إلى انخفاض سريع في خرج الطاقة عندما تكون الظروف الجوية أقل من مثالية.
لإنتاج طاقة مساوية أو أكبر لكل واط مقنن من الأنظمة الفولتية الضوئية التقليدية PV، يجب وضع الأنظمة الفولتية الضوئية المركزة CPV في المناطق التي تتلقى الكثير من أشعة الشمس المباشرة . يتم تحديد هذا عادةً على أنه متوسط Direct Normal Irradiance (إشعاع عادي مباشر ) أكبر من 5.5-6 كيلوواط ساعة / م2 / يوم أو 2000 كيلوواط ساعة / م2 / سنة. خلاف ذلك ، تقييمات الإشعاع العادي المباشر DNI السنوي بالمقارنة بـبيانات الإشعاع ( الإشعاع العادي العالمي والإشعاع الأفقي العالمي ) GNI / GHI إلى أن PV التقليدية يجب أن تظل تعمل بشكل أفضل بمرور الوقت من تقنية CPV المتاحة حاليًا في معظم مناطق العالم (انظر على سبيل المثال  ).
| قوة CPV | نقاط الضعف في CPV |
| --- | --- |
| كفاءات عالية تحت إشعاع طبيعي مباشر | لا يستطيع HCPV استخدام الإشعاع المنتشر. لا يمكن أن يستخدم LCPV سوى جزء صغير من الإشعاع المنتشر.                         |
| تكلفة منخفضة لكل واط من رأس مال التصنيع | يعتبر خرج الطاقة للخلايا الشمسية متعددة الوصلات MJ أكثر حساسية للتحولات في أطياف الإشعاع الناتجة عن تغير الظروف الجوية. |
| معاملات درجات الحرارة المنخفضة | مطلوب التتبع بدقة وموثوقية كافيين.                                                                                      |
| لا حاجة لمياه التبريد لأنظمة التبريد السلبي | قد يتطلب تنظيفًا متكررًا لتقليل خسائر التلوث ، اعتمادًا على الموقع                                                         |
| استخدام إضافي للحرارة المهدرة للأنظمة ذات التبريد النشط الممكن (مثل أنظمة المرايا الكبيرة)                                                                                  | سوق محدود - يمكن استخدامه فقط في المناطق ذات أشعاع شمسي DNI المرتفع ، ولا يمكن تثبيته بسهولة على أسطح المنازل.          |
| معياري - كيلوواط إلى مقياس ميجاواط | انخفاض كبير في تكلفة التقنيات المنافسة لإنتاج الكهرباء                                                                  |
| زيادة إنتاج الطاقة واستقرارها على مدار اليوم بسبب التتبع (ثنائي المحاور) للوحات                                                                                             | قضايا قابلية التعامل مع البنوك والفهم                                                                                   |
| انخفاض وقت استرداد الطاقة | تقنيات الجيل الجديد ، بدون تاريخ في الإنتاج (وبالتالي زيادة المخاطر)                                                    |
| الاستخدام المزدوج المحتمل للأرض ، على سبيل المثال للزراعة ، وتأثير بيئي منخفض                                                                                               | السلبيات البصرية |
| إمكانية عالية لخفض التكاليف | عدم وجود معايير تكنولوجية                                                                                               |
| فرص التصنيع المحلي | – |
| يمكن أن تمنع أحجام الخلايا الأصغر تقلبات كبيرة في سعر الوحدة بسبب الاختلافات في أسعار أشباه الموصلات                                                                        | – |
| قد تؤدي زيادة القدرة على زيادة الكفاءة في المستقبل مقارنة بأنظمة اللوحة المسطحة أحادية الوصلة إلى تحسينات أكبر في استخدام مساحة الأرض وتكاليف BOS وتكاليف مانع الانفجار BOP | – |
| المصدر: الوضع الحالي لتقرير CPV ، يناير 2015. :8الجدول 2: تحليل نقاط القوة والضعف في CPV.                                                                                   | |

## البحث والتطوير المستمر

المؤتمر الدولي CPV-x - إحصائيات المشاركة التاريخية. مصدر البيانات - إجراءات CPV-x

استمر البحث والتطوير في الأنظمة الفولتية الضوئية المركزة في أكثر من 20 دولة لأكثر من عقد من الزمان. كانت سلسلة مؤتمرات CPV-x السنوية بمثابة منتدى أساسي للتبادل والتواصل بين الجامعة والمختبر الحكومي والمشاركين في الصناعة. كما واصلت الوكالات الحكومية تشجيع عدد من التوجهات التكنولوجية المحددة.
أعلنت ARPA-E عن الجولة الأولى من تمويل البحث والتطوير في أواخر عام 2015 لبرنامج MOSAIC (مصفوفات الخلايا الشمسية المحسّنة ذات النطاق الصغير مع التركيز المتكامل) لمواصلة مكافحة تحديات الموقع والنفقات لتقنية الأنظمة الفولتية الضوئية المركزة الحالية. كما هو مذكور في وصف البرنامج: "تم تجميع مشاريع موزاييك في ثلاث فئات: أنظمة كاملة تدمج بشكل فعال لتكلفة الفولتية الضوئية المركب الجزئي لمناطق مثل المناطق المشمسة في جنوب غرب الولايات المتحدة التي تحتوي على إشعاع شمسي عالي مباشر عادي (DNI) ؛ و أنظمة كاملة تنطبق على مناطق ، مثل مناطق شمال شرق الولايات المتحدة والغرب الأوسط ، التي لديها إشعاع شمسي منخفض DNI أو إشعاع شمسي منتشر بدرجة عالية ؛ والمفاهيم التي تبحث عن حلول جزئية للتحديات التكنولوجية ".
في أوروبا ، يهدف برنامج CPVMATCH (وحدات الطاقة الضوئية المركزة باستخدام تقنيات وخلايا متقدمة لتحقيق أعلى كفاءة) إلى "تحقيق أداء عملي لوحدات عالية الأداء HCPV أقرب إلى الحدود النظرية". تم تحديد أهداف الكفاءة التي يمكن تحقيقها بحلول عام 2019 على أنها 48٪ للخلايا و 40٪ للوحدات عند تركيز> 800x. تم الإعلان عن كفاءة الوحدة بنسبة 41.4٪ في نهاية عام 2018.
وسّعت الوكالة الأسترالية للطاقة المتجددة (ARENA) دعمها في عام 2017 لمزيد من التسويق التجاري لتقنية الخلايا الفولتية الضوئية العالية التركيز  HCPV التي طورتها Raygen. 250 تعد مستقبلات المصفوفات الكثيفة kW أقوى أجهزة استقبال CPV التي تم إنشاؤها حتى الآن ، مع كفاءة PV مثبتة تبلغ 40.4٪ وتتضمن توليدًا مشتركًا للحرارة القابلة للاستخدام.
جهاز شمسي منخفض التركيز يشتمل على جهاز تعقب داخلي خاص به (تعقب لأشعة الشمس) ، قيد التطوير بواسطة ISP Solar مما سيعزز كفاءة الخلايا الشمسية بتكلفة منخفضة.

## الكفاءة

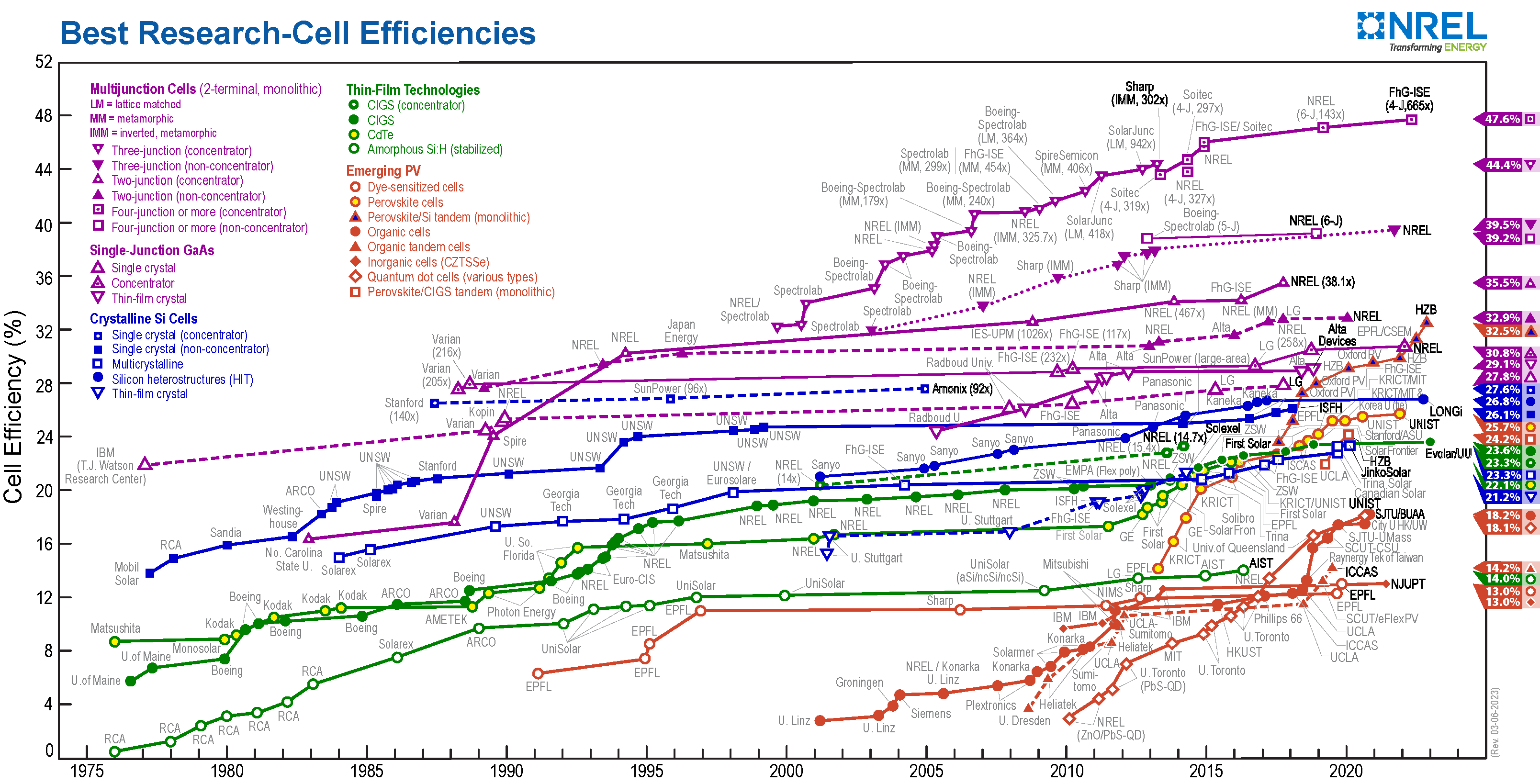
تم الإبلاغ عن سجلات كفاءة الخلايا الشمسية منذ عام 1975. اعتبارًا من ديسمبر 2014 ، وصلت أفضل كفاءة لخلايا المختبر إلى 46٪ (لـ ⊡ مُكثّف متعدد الوصلات ، 4+ تقاطعات).

وفقًا للنظرية ، تسمح خصائص أشباه الموصلات للخلايا الشمسية بالعمل بكفاءة أكبر في الضوء المركّز أكثر مما تفعل في ظل المستوى الاسمي للإشعاع الشمسي . هذا لأنه ، إلى جانب الزيادة النسبية في التيار المتولد ، يحدث أيضًا تحسين لوغاريتمي في جهد التشغيل ، استجابةً للإضاءة الأعلى.
للتوضيح ، ضع في اعتبارك الطاقة P التي تولدها خلية شمسية تحت إضاءة "شمس واحدة" على سطح الأرض ، والتي تتوافق مع ذروة إشعاع شمسي Q = 1000 ;( واط / متر 2 . يمكن التعبير عن طاقة الخلية كدالة لجهد الدائرة المفتوحة (V oc ) ، وتيار الدائرة القصيرة (I sc ) ، وعامل التعبئة (FF) لمنحنى التيار والجهد (IV) المميز للخلية:
{\displaystyle P=I_{\mathrm {sc} }\times V_{\mathrm {oc} }\times FF.}
عند زيادة إضاءة الخلية عند "χ-suns" ، المقابلة للتركيز (χ) والإشعاع (Q) ، يمكن التعبير عن ذلك بالمعادلة:
{\displaystyle P_{\chi }=I_{\mathrm {\chi sc} }\times V_{\mathrm {\chi oc} }\times FF_{\chi }}
حيث ، كما هو موضح بالإشارة:
{\displaystyle I_{\mathrm {\chi sc} }=\chi \times I_{\mathrm {sc} }\quad } و {\displaystyle \quad V_{\mathrm {\chi oc} }=V_{\mathrm {oc} }+{kT \over q}\ln(\chi ).}
لاحظ أن عامل التعبئة بدون وحدة لخلية شمسية "عالية الجودة" يتراوح عادةً بين 0.75 و 0.9 ويمكن ، عمليًا ، الاعتماد بشكل أساسي على التحويل المكافئ والمقاومة المتسلسلة لبناء خلية معينة. بالنسبة لتطبيقات المكثف ، يجب أن يكون لدى FF و FF χ قيم متشابهة قريبة من الوحدة ، تتوافق مع مقاومة تحويل عالية ومقاومة سلسلة منخفضة جدًا (<1 ملي أوم).
تُعرَّف كفاءات خلية المنطقة (أ) تحت شمس واحدة وبيت شموس على أنها:
{\displaystyle \eta ={P \over QA}\quad } و {\displaystyle \quad \eta _{\chi }={P_{\chi } \over \chi QA}.}
ثم تُعطى الكفاءة تحت التركيز من حيث χ وخصائص الخلية على النحو التالي:
{\displaystyle \eta _{\chi }=\eta \times {P_{\chi } \over \chi P}=\eta \times \left({1+{kT \over q}}{\ln(\chi ) \over V_{\mathrm {oc} }}\right)\times \left({FF_{\chi } \over FF}\right),}
حيث مصطلح kT / q هو الجهد (يسمى الجهد الحراري ) لمجموعة من الإلكترونات الحرارية - مثل تلك التي تتدفق عبر وصلة pn للخلية الشمسية - ولها قيمة تبلغ حوالي 25.85 في درجة حرارة الغرفة ( 300 ).
تم سرد تحسين الكفاءة η بالنسبة إلى η في الجدول التالي لمجموعة من الفولتية النموذجية للدائرة المفتوحة التي تمثل تقريبًا تقنيات الخلايا المختلفة. يوضح الجدول أن التحسين يمكن أن يصل إلى 20-30٪ عند χ=1000 تركيز. يفترض الحساب أن FF χ / FF = 1 ؛ افتراض تم توضيحه في المناقشة التالية.
| خلية </br> تكنولوجيا    | متعدد الكريستال </br> السيليكون | أحادي البلورة </br> السيليكون | تقاطع ثلاثي </br> III-V على GaAs |
| تقريبي </br> تقاطع V oc | 550 مللي فولت                   | 700 ملي فولت                  | 850 ميغا فولت                    |
| ----------------------- | ------------------------------- | ----------------------------- | -------------------------------- |
| χ = 10                  | 10.8٪                           | 8.5٪                          | 7.0٪                             |
| χ = 100                 | 21.6٪                           | 17.0٪                         | 14.0٪                            |
| χ = 1000                | 32.5٪                           | 25.5٪                         | 21.0٪                            |

في الممارسة العملية ، قد تكون الكثافة الحالية ودرجات الحرارة العالية التي تنشأ تحت تركيز ضوء الشمس صعبة لمنع تدهور خصائص IV للخلية أو ، الأسوأ من ذلك ، التسبب في ضرر مادي دائم. يمكن أن تقلل هذه التأثيرات النسبة FF χ / FF بنسبة أكبر حتى أقل من الوحدة من القيم المجدولة الموضحة أعلاه. لمنع حدوث ضرر لا يمكن إصلاحه ، يجب التحكم في ارتفاع درجة حرارة تشغيل الخلية تحت التركيز باستخدام المشتت الحراري المناسب. بالإضافة إلى ذلك ، يجب أن يشتمل تصميم الخلية نفسه على ميزات تقلل إعادة التركيب ومقاومة التلامس والقطب الكهربي وقضيب التوصيل إلى المستويات التي تستوعب التركيز المستهدف وكثافة التيار الناتج. وتشمل هذه الميزات طبقات رقيقة وأشباه الموصلات منخفضة العيوب ؛ سميكة ومنخفضة المقاومة الكهربائية والمواد بسبار ؛ وصغيرة (عادةً <1 سم 2 ) أحجام الخلايا.
بما في ذلك هذه الميزات ، فإن أفضل الخلايا الكهروضوئية متعددة الوصلات ذات الأغشية الرقيقة التي تم تطويرها لتطبيقات الأنظمة الفولت ضوئية المركزة الأرضية تحقق تشغيلًا موثوقًا بتركيزات تصل إلى 500-1000 شمس (أي إشعاعات من 50-100) واتس / سم 2 ). اعتبارًا من عام 2014 ، زادت كفاءاتهم بنسبة 44 ٪ (ثلاثة تقاطعات) ، مع إمكانية الاقتراب من 50 ٪ (أربعة تقاطعات أو أكثر) في السنوات القادمة. تقترب كفاءة الحد النظرية تحت التركيز من 65٪ لـ 5 وصلات ، وهو الحد الأقصى العملي المحتمل.

## التصميم البصري
جميع أنظمة الأنظمة الفولت ضوئية المركزة بها خلية شمسية وبصرية مركزة. تقدم المكثفات الضوئية لأشعة الشمس الخاصة بـ CPV مشكلة تصميم محددة للغاية ، مع ميزات تجعلها مختلفة عن معظم التصميمات البصرية الأخرى. يجب أن تكون فعالة ، ومناسبة للإنتاج الضخم ، وقادرة على التركيز العالي ، وغير حساسة للتصنيع وعدم الدقة المتزايدة ، وقادرة على توفير إضاءة موحدة للخلية. كل هذه الأسباب تجعل البصريات غير التصويرية  هي الأنسب للتضخم الفولت ضوئيًا. غالبًا ما تستخدم البصريات غير التصويرية لتطبيقات الإضاءة المختلفة. من أجل تحقيق الكفاءة العالية ، يلزم استخدام الزجاج ذو النقل العالي ويجب استخدام عملية التصنيع المناسبة لضمان دقة الشكل.
بالنسبة للتركيزات المنخفضة للغاية ، فإن زوايا القبول الواسعة للبصريات غير التصويرية تتجنب الحاجة إلى التتبع الشمسي النشط. بالنسبة للتركيزات المتوسطة والعالية ، يمكن النظر إلى زاوية قبول واسعة كمقياس لمدى تحمل البصريات للعيوب في النظام بأكمله. من الضروري أن نبدأ بزاوية قبول واسعة حيث يجب أن تكون قادرة على استيعاب أخطاء التتبع ، وحركات النظام بسبب الرياح ، والبصريات المصنعة بشكل غير كامل ، والمكونات المجمعة بشكل غير كامل ، والصلابة المحدودة للهيكل الداعم أو تشوهه بسبب التقادم ، من بين عوامل اخرى. كل هذا يقلل من زاوية القبول الأولية ، وبعد أن يتم أخذها جميعًا في الاعتبار ، يجب أن يظل النظام قادرًا على التقاط الفتحة الزاويّة المحدودة لضوء الشمس.

## الأنواع
يتم تصنيف الأنظمة الفولت ضوئية المركزة وفقًا لكمية تركيزها الشمسي ، مقاسة بـ "شموس" (مربع التكبير ).

### PV تركيز منخفض (LCPV)

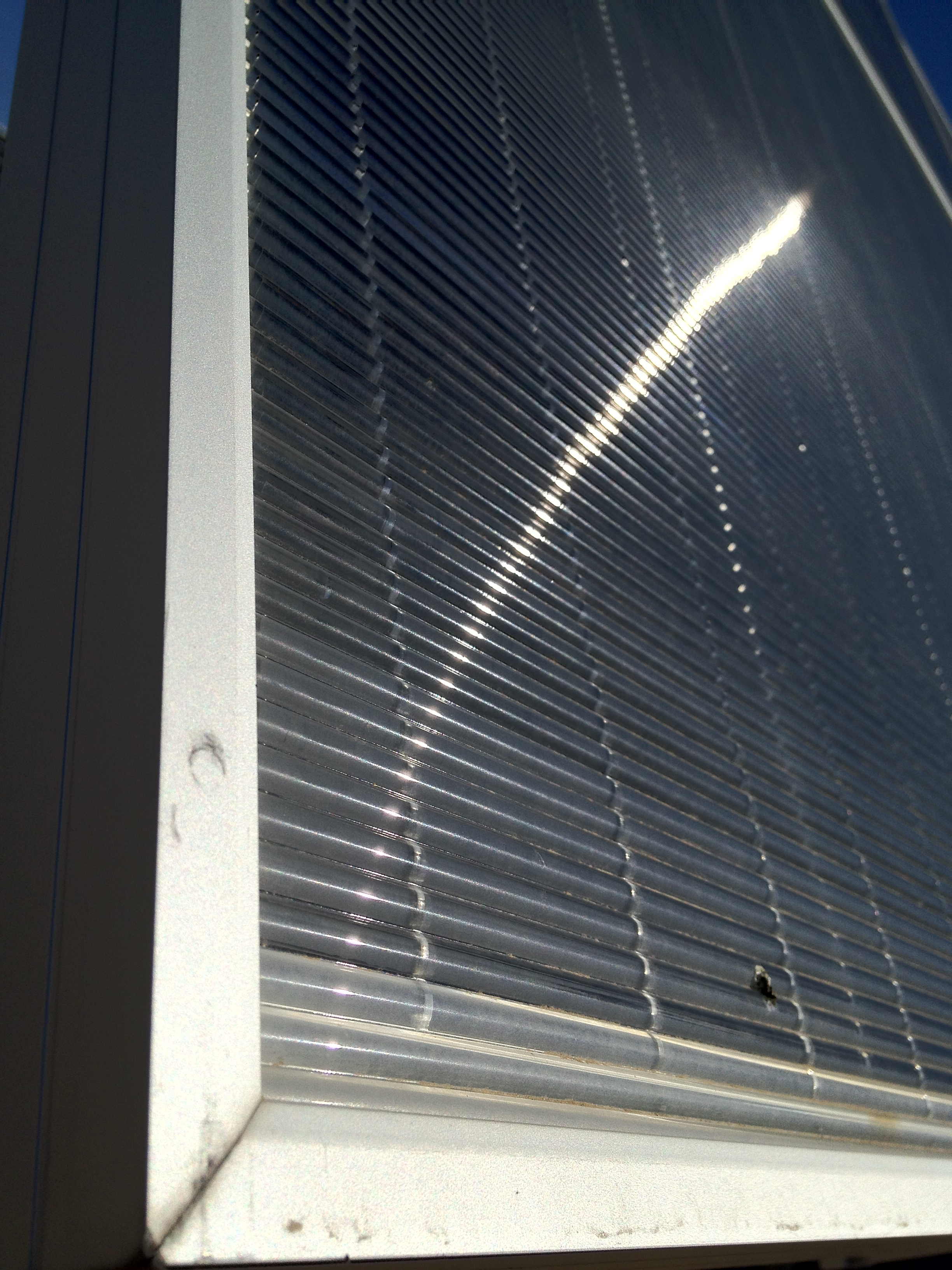
مثال على سطح خلية كهروضوئية منخفضة التركيز ، يُظهر العدسة الزجاجية

الأنظمة الفولتية الضوئية منخفضة التركيز هي أنظمة بتركيز شمسي يتراوح من 2 إلى 100 شمسي. لأسباب اقتصادية ، عادة ما تستخدم الخلايا الشمسية السيليكونية التقليدية أو المعدلة. عادةً ما يكون تدفق الحرارة منخفضًا بدرجة كافية بحيث لا تحتاج الخلايا إلى التبريد بشكل نشط. بالنسبة للوحدات الشمسية القياسية ، هناك أيضًا نماذج وأدلة تجريبية على عدم الحاجة إلى تعديلات التتبع للأشعة أو التبريد إذا كان مستوى التركيز منخفضًا 
غالبًا ما تحتوي الأنظمة منخفضة التركيز على عاكس معزز بسيط ، والذي يمكن أن يزيد من ناتج الطاقة الشمسية بنسبة تزيد عن 30 ٪ من أنظمة الطاقة الفولتية الضوئية غير المركزة. نتج عن النتائج التجريبية من الأنظمة منخفضة التركيز LCPV هذه في كندا مكاسب في الطاقة تزيد عن 40٪ للزجاج المنشوري و 45٪ للوحدات الكهروضوئية السيليكونية البلورية التقليدية.

### تركيز متوسط PV
من تركيزات 100 إلى 300 شمس ، تتطلب أنظمة الطاقة الفولت ضوئية المركزة تتبعًا وتبريدًا للطاقة الشمسية على محورين (سواء كان ذلك سلبًا أو نشطًا) ، مما يجعلها أكثر تعقيدًا.

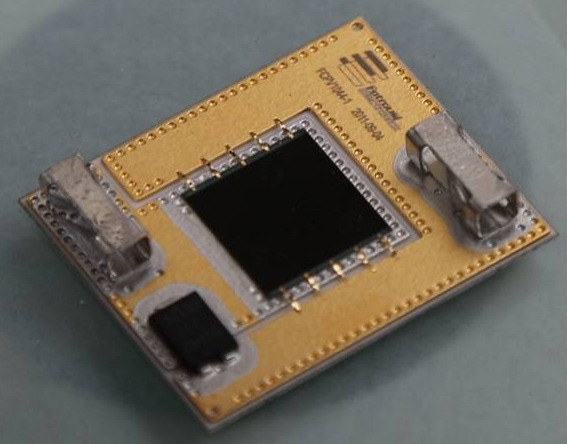
خلية شمسية HCPV مقاس 10 × 10 مم

### عالية التركيز PV (HCPV)
تستخدم أنظمة الخلايا الكهروضوئية عالية التركيز (HCPV) بصريات مركزة تتكون من عاكسات طبقية أو عدسات فريسنل التي تركز ضوء الشمس إلى شدة 1000 شمس أو أكثر. تتطلب الخلايا الشمسية أحواضا حرارية عالية السعة لمنع التدمير الحراري وإدارة الأداء الكهربائي المتعلق بدرجة الحرارة ، وخسائر متوسط العمر المتوقع. لزيادة تفاقم تصميم التبريد المركز ، يجب أن يكون المشتت الحراري سلبيًا ، وإلا فإن الطاقة المطلوبة للتبريد النشط ستقلل من كفاءة التحويل الإجمالية والاقتصاد.  تُفضل الخلايا الشمسية متعددة الوصلات حاليًا على خلايا الوصلة المفردة ، لأنها أكثر كفاءة ولها معامل درجة حرارة أقل (خسارة أقل في الكفاءة مع زيادة درجة الحرارة). ترتفع كفاءة كلا النوعين من الخلايا مع زيادة التركيز ؛ ترتفع الكفاءة متعددة الوصلات بشكل أسرع. 
و تم إعادة تصميم الخلايا الشمسية متعددة الوصلات ، المصممة أصلاً للخلايا الكهروضوئية غير المركزة على الأقمار الصناعية الفضائية ، نظرًا لكثافة التيار العالي المصادفة مع الأنظمة الفولتية الضوئية المركزة (عادةً 8 أمبير / سم 2 عند 500 شمس). على الرغم من أن تكلفة الخلايا الشمسية متعددة الوصلات تبلغ حوالي 100 ضعف تكلفة خلايا السيليكون التقليدية في نفس المنطقة ، إلا أن مساحة الخلية الصغيرة المستخدمة تجعل التكاليف النسبية للخلايا في كل نظام قابلة للمقارنة وتفضل اقتصاديات النظام الخلايا متعددة الوصلات. وصلت كفاءة الخلايا متعددة الوصلات الآن إلى 44٪ في خلايا الإنتاج. 
القيمة 44٪ المذكورة أعلاه مخصصة لمجموعة معينة من الشروط المعروفة باسم "شروط الاختبار القياسية". وتشمل هذه طيفًا محددًا ، وقدرة بصرية ساقطة تبلغ 850 واط / متر 2 ، ودرجة حرارة للخلية تبلغ 25 درجة مئوية. في نظام التركيز ، ستعمل الخلية عادةً في ظل ظروف طيف متغير ، وطاقة ضوئية أقل ، ودرجة حرارة أعلى. البصريات اللازمة لتركيز الضوء ذات كفاءة محدودة بحد ذاتها ، في حدود 75-90٪. مع أخذ هذه العوامل في الاعتبار ، قد توفر وحدة الطاقة الشمسية التي تضم 44٪ خلية متعددة الوصلات كفاءة تيار مستمر تبلغ حوالي 36٪. في ظل ظروف مماثلة ، ستوفر وحدة السيليكون البلورية كفاءة أقل من 18 ٪. 
عندما تكون هناك حاجة إلى تركيز عالٍ (500-1000 مرة) ، كما يحدث في حالة الخلايا الشمسية متعددة الوصلات عالية الكفاءة ، فمن المحتمل أن يكون من الضروري للنجاح التجاري على مستوى النظام تحقيق هذا التركيز بزاوية قبول كافية . هذا يسمح بالتسامح في الإنتاج الضخم لجميع المكونات ، ويخفف من تجميع الوحدة وتركيب النظام ، ويقلل من تكلفة العناصر الهيكلية. نظرًا لأن الهدف الرئيسي من الأنظمة الفولتية الضوئية المركزة هو جعل الطاقة الشمسية غير مكلفة ، فلا يوجد سوى عدد قليل من الأسطح التي يمكن استخدامها. إن تقليل عدد العناصر وتحقيق زاوية قبول عالية ، يمكن أن يخفف من المتطلبات البصرية والميكانيكية ، مثل دقة مواصفات الأسطح البصرية ، وتجميع الوحدة ، والتركيب ، والهيكل الداعم ، إلخ. تحقيقًا لهذه الغاية ، قد تؤدي التحسينات في نمذجة طيف الشمس في مرحلة تصميم النظام إلى زيادة كفاءة النظام.

## الجدوى
إن التكاليف الرأسمالية المرتفعة ، والتوحيد القياسي الأقل ، والتعقيدات الهندسية والتشغيلية المضافة (بالمقارنة مع التقنيات الكهروضوئية منخفضة التركيز ومنخفضة التركيز) تجعل الأداء طويل العمر هدفًا تجريبيًا حاسمًا للأجيال الأولى من تقنيات الأنظمة الفولت ضوئية المركزة. تتضمن معايير شهادة الأداء ( UL 3703 ، UL 8703 ، IEC 62108 ، IEC 62670 ، IEC 62789 ، و IEC 62817) شروط اختبار الإجهاد التي قد تكون مفيدة للكشف عن بعض حالات الفشل التي يغلب عليها الوليد والعمر المبكر (أقل من سنة إلى سنتين) للنظام ، والمتعقب ، والوحدة النمطية ، والمستقبل ، ومستويات المكونات الفرعية الأخرى. ومع ذلك ، فإن مثل هذه الاختبارات المعيارية - كما يتم إجراؤها عادةً على عينة صغيرة فقط من الوحدات - غير قادرة بشكل عام على تقييم الأعمار الشاملة طويلة الأجل (10 إلى 25 سنة أو أكثر) لكل تصميم فريد للنظام وتطبيق ضمن نطاقه الأوسع من الفعلي - و في بعض الأحيان غير متوقعة - ظروف التشغيل. لذلك يتم تقييم موثوقية هذه الأنظمة المعقدة في الميدان ، ويتم تحسينها من خلال دورات تطوير المنتج القوية التي تسترشد بنتائج تقادم المكونات / النظام المتسارع وتشخيص مراقبة الأداء وتحليل الأعطال . يمكن توقع نمو كبير في نشر CPV بمجرد معالجة المخاوف بشكل أفضل لبناء الثقة في قابلية النظام المصرفي.

### متانة المقتفي والصيانة
يجب أن يظل هيكل المتعقب الشمسي والوحدة للنظام عالي التركيز HCPV الحديث دقيقًا في حدود 0.1 درجة - 0.3 درجة من أجل الحفاظ على مركز المورد الشمسي بشكل كافٍ ضمن زاوية قبول بصريات مجموعة المستقبِل ، وبالتالي يتركز على الخلايا الكهروضوئية. هذا مطلب صعب لأي نظام ميكانيكي يتعرض لضغوط الحركات والأحمال المتغيرة. وبالتالي ، قد تكون هناك حاجة إلى إجراءات اقتصادية لإعادة التنظيم الدورية وصيانة جهاز التعقب للحفاظ على أداء النظام طوال عمره المتوقع.

### التحكم في درجة حرارة المستقبل
أقصى درجات حرارة تشغيل الخلايا الشمسية متعددة الوصلات (T max خلية ) من الأنظمة العالية التركيز HCPV إلى أقل من حوالي 110 درجة مئوية بسبب محدودية موثوقيتها الجوهرية . هذا يتناقض مع CSP وأنظمة CHP الأخرى التي قد تكون مصممة للعمل في درجات حرارة تزيد عن عدة مئات من الدرجات. وبشكل أكثر تحديدًا ، يتم تصنيع الخلايا من طبقات من مواد أشباه الموصلات ذات الأغشية الرقيقة III-V ذات أعمار ذاتية أثناء التشغيل والتي تنخفض بسرعة مع اعتماد درجة حرارة من نوع معادلة أرهنيوس . لذلك يجب أن يوفر مستقبل النظام تبريدًا موحدًا وعالي الكفاءة للخلايا من خلال طرق نشطة و / أو سلبية قوية بدرجة كافية. بالإضافة إلى قيود المواد والتصميم في أداء نقل الحرارة للمستقبل ، فإن العوامل الخارجية الأخرى - مثل التدوير الحراري المتكرر للنظام - تقلل بشكل أكبر من الحد الأقصى العملي جهاز استقبال متوافق مع عمر طويل للنظام إلى أقل من 80 درجة مئوية.

## المنشآت
أثبتت تقنية الخلايا الكهروضوئية المركزة وجودها في صناعة الطاقة الشمسية خلال الفترة من 2006 إلى 2015. أول محطة طاقة HCPV تجاوزت 1 تم تشغيل مستوى MW في إسبانيا في عام 2006. بحلول نهاية عام 2015 ، بلغ عدد محطات الطاقة الكهروضوئية (بما في ذلك كل من LCPV و HCPV) حول العالم إجمالي سعة مركبة 350 ميغاواط. البيانات الميدانية التي تم جمعها من مجموعة متنوعة من التركيبات منذ عام 2010 تقيس أيضًا موثوقية النظام على المدى الطويل.
يشكل قطاع الأنظمة الفولت ضوئية المركزة الناشئة 0.1٪ تقريبًا من سوق المرافق سريعة النمو للتركيبات الكهروضوئية على مدار العقد حتى عام 2017. لسوء الحظ ، بعد الانخفاض السريع في أسعار الألواح الكهروضوئية التقليدية المسطحة ، تلاشت التوقعات على المدى القريب لنمو صناعة الأنظمة الفولت ضوئية المركزة كما يتضح من إغلاق أكبر مرافق تصنيع HCPV: بما في ذلك منشآت Suncore و Soitec و Amonix و SolFocus. تم الإبلاغ أيضًا عن ارتفاع تكلفة وتعقيد الحفاظ على دقة أجهزة التتبع ثنائية المحور HCPV في بعض الحالات على أنها صعبة بشكل خاص. ومع ذلك ، فإن توقعات النمو لصناعة الكهروضوئية ككل لا تزال قوية ، مما يوفر تفاؤلًا مستمرًا بأن تقنية الأنظمة الفولت ضوئية المركزة ستثبت مكانتها في النهاية.

### قائمة أكبر أنظمة HCPV

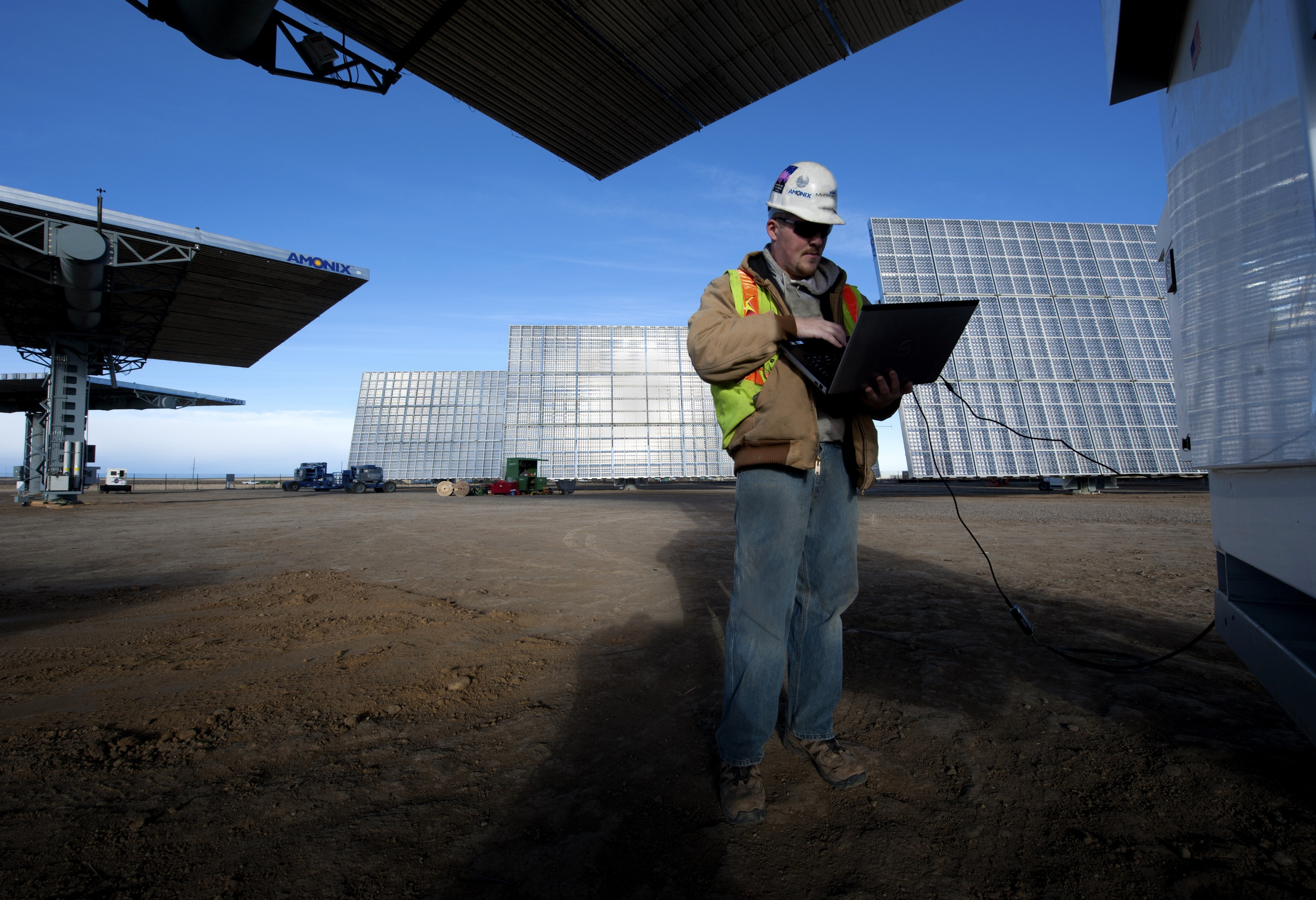
الاختبار الميداني لنظام في محطة توليد الطاقة الفولت ضوئية المركزة

على غرار الكهروضوئية التقليدية ، يتم تحديد تصنيف ذروة التيار المستمر للنظام على أنه MW p (أو أحيانًا MW DC ) في ظل ظروف الاختبار المعيارية للمكثف (CSTC) لخلية DNI = 1000 W / m 2 ، AM 1.5D ، & T خلية = 25 °C ، وفقًا لاتفاقية IEC 62670 القياسية. تم تحديد قدرة إنتاج التيار المتردد على أنها MW AC وفقًا لظروف التشغيل المعيارية للمكثف IEC 62670 (CSOC) لـ DNI = 900 W / m 2 ، AM1.5D ، T المحيطة = 20 درجة مئوية ، وسرعة الرياح = 2 م / ث ، وقد تشمل تعديلات لكفاءة العاكس ، ومورد أعلى / أقل للطاقة الشمسية ، وعوامل أخرى خاصة بالمنشأة. أكبر محطة للطاقة الفولتية الضوئية المركزة قيد التشغيل حاليًا هي 138 يقع تصنيف ميغاواط p في Golmud ، الصين ، والذي تستضيفه Suncore Photovoltaics .
| محطة طاقة                                | تقييمbr /> > (ميغاواط p ) | سعة (MW AC ) | سنة الإنشاء > مكتمل | الموقع                                                   | خلايا فولتية ضوئية مركزةbr /> > البائع | المرجع               |
| ---------------------------------------- | ------------------------- | ------------ | ------------------- | -------------------------------------------------------- | -------------------------------------- | -------------------- |
| غلمود (1 و 2)                            | 137.8                     | 110          | 2012-2013           | في جولمود / مقاطعة تشينغهاي / الصين                      | صنكور                                  | [ 59 ] [ 60 ]        |
| مشروع Touwsrivier CPV                    | 44.2                      | 36           | 2014                | في Touwsrivier / ويسترن كيب / جنوب إفريقيا               | Soitec                                 | [ 61 ]               |
| مشروع ألاموزا للطاقة الشمسية             | 35.3                      | 30           | 2012                | في ألاموسا ، كولورادو / وادي سان لويس / الولايات المتحدة | Amonix                                 | [ 62 ]               |
| هامي (1 و 2 و 3)                         | 10.5                      | 9.0          | 2013-2016           | في هامي / مقاطعة شينجيانغ / الصين                        | Soitec-Focusic                         | [ 63 ] [ 64 ] [ 65 ] |
| محطة نافارا للأنظمة الفولت ضوئية المركزة | 9.1                       | 7.8          | 2010                | في فيلافرانكا / محافظة نافارا / إسبانيا                  | Amonix-Guascor Foton                   | [ 66 ] [ 67 ]        |
| المصدر: اتحاد CPV                        |                           |              |                     |                                                          |                                        |                      |

### قائمة أنظمة HCPV في الولايات المتحدة
| محطة طاقة                            | تقييم </br> (ميغاواط ع ) | سعة </br> (MW AC ) | سنة </br> مكتمل | موقع                      | تكلفة المشاهدة </br> بائع | المالك / المشغل        | المرجع        |
| ------------------------------------ | ------------------------ | ------------------ | --------------- | ------------------------- | ------------------------- | ---------------------- | ------------- |
| مشروع ألاموزا للطاقة الشمسية         | 35.3                     | 30                 | 2012            | ألاموسا ، كولورادو        | Amonix                    | كوجينتريكس             | [ 62 ]        |
| مزرعة الصحراء الخضراء للطاقة الشمسية | 7.80                     | 6.3                | 2014            | بوريغو سبغز ، كاليفورنيا  | Soitec                    | طاقة                   | [ 68 ]        |
| مركز هاتش للطاقة الشمسية             | 5.88                     | 5.0                | 2011            | هاتش ، نيو مكسيكو         | Amonix                    | NextEra الطاقة         | [ 69 ]        |
| صفيف جامعة أريزونا CPV               | 2.38                     | 2.0                | 2011            | توكسون ، أريزونا          | Amonix                    | أرزون سولار            | [ 70 ]        |
| Newberry Springs CPV Power Plant     | 1.68                     | 1.5                | 2013            | نيوبيري سبغز ، كاليفورنيا | Soitec                    | STACE                  | [ 71 ]        |
| مزرعة كرافتون هيلز للطاقة الشمسية    | 1.61                     | 1.3                | 2012            | يوكايبا ، كاليفورنيا      | سول فوكس                  | كلية كرافتون هيلز      | [ 72 ]        |
| فيكتور فالي كوليدج سولار فارم        | 1.26                     | 1.0                | 2010            | فيكتورفيل ، كاليفورنيا    | سول فوكس                  | كلية فيكتور فالي       | [ 73 ]        |
| Eubank Landfill Solar Array          | 1.21                     | 1.0                | 2013            | البوكيرك ، نيو مكسيكو     | صنكور                     | إمكور سولار            | [ 74 ]        |
| منشأة كويستا للطاقة الشمسية          | 1.17                     | 1.0                | 2010            | كويستا ، نيو مكسيكو       | Soitec                    | شيفرون                 | [ 75 ]        |
| مشروع Fort Irwin CPV                 | 1.12                     | 1.0                | 2015            | فورت ايروين ، كاليفورنيا  | Soitec                    | وزارة الدفاع الأمريكية | [ 57 ] [ 76 ] |
| المصدر: اتحاد CPV                    |                          |                    |                 |                           |                           |                        |               |

### قائمة أنظمة LCPV في الولايات المتحدة
| محطة طاقة                       | سعة </br> (MW AC ) | سنة </br> مكتمل | موقع                 | إحداثيات | تكلفة المشاهدة </br> بائع | المالك / المشغل          | المرجع |
| ------------------------------- | ------------------ | --------------- | -------------------- | -------- | ------------------------- | ------------------------ | ------ |
| مجموعة فورت تشرشل الشمسية       | 19.9               | 2015            | يرينجتون ، نيفادا    |          | قوة الشمس                 | شركة آبل / NV الطاقة     | [ 77 ] |
| مزرعة سبرينجرفيل للطاقة الشمسية | 6.0                | 2013            | سبرينجرفيل ، أريزونا |          | قوة الشمس                 | توكسون للطاقة الكهربائية | [ 78 ] |
| صفيف ASU Polytechnic CPV        | 1.0                | 2012            | ميسا ، أريزونا       |          | قوة الشمس                 | قوة الشمس                | [ 79 ] |

## الخلايا الكهروضوئية المركزة والحرارية

هذا 240 × 80 تم إنشاء الرسوم المتحركة الحرارية لتصميم المشتت الحراري CPV 1000 مم باستخدام تحليل CFD عالي الدقة ، ويظهر سطح المشتت الحراري المحدد بدرجة الحرارة ومسارات التدفق كما هو متوقع.

الخلايا الكهروضوئية للمركزات والحرارية ( CPVT ) ، والتي تسمى أحيانًا الحرارة والطاقة الشمسية المدمجة ( CHAPS ) أو CPV الحرارية الهجينة ، هي تقنية التوليد المشترك أو التوليد المشترك الجزئي المستخدمة في مجال الخلايا الكهروضوئية المركزة التي تنتج حرارة وكهرباء قابلة للاستخدام في نفس النظام. يستخدم CPVT بتركيزات عالية تزيد عن 100 شمس (HCPVT) مكونات مماثلة مثل HCPV ، بما في ذلك تتبع المحور الثنائي والخلايا الكهروضوئية متعددة الوصلات . يقوم المائع بتبريد جهاز الاستقبال الحراري الكهروضوئي المتكامل بشكل فعال ، وينقل الحرارة المجمعة في نفس الوقت.
عادةً ما يعمل جهاز استقبال واحد أو أكثر ومبادل حراري داخل حلقة حرارية مغلقة. للحفاظ على كفاءة التشغيل الكلي وتجنب التلف الناتج عن الهروب الحراري ، يجب أن يكون الطلب على الحرارة من الجانب الثانوي للمبادل مرتفعًا باستمرار. من المتوقع أن تتجاوز كفاءة التجميع 70٪ في ظل ظروف التشغيل المثلى ، مع ما يصل إلى 35٪ من الكهرباء وتتجاوز 40٪ حراريًا لنظام HCPVT. قد تكون كفاءات التشغيل الصافية أقل بشكل كبير اعتمادًا على مدى جودة تصميم النظام لمطابقة متطلبات التطبيق الحراري المعين.
درجة الحرارة القصوى لأنظمة CPVT منخفضة جدًا ، وعادة ما تكون أقل من 80-90 درجة مئوية ، لتشغيل مرجل بمفرده من أجل توليد مشترك إضافي للكهرباء قائم على البخار. كما أن درجات الحرارة المنخفضة جدًا هذه مقارنةً بأنظمة الطاقة الشمسية المركزة تجعل CPVT أقل توافقًا مع تخزين الطاقة الحرارية الفعال والاقتصادي (TES). ومع ذلك ، يمكن استخدام الطاقة الحرارية التي تم التقاطها بشكل مباشر في تدفئة المناطق وتسخين المياه وتكييف الهواء وتحلية المياه أو حرارة المعالجة . بالنسبة للتطبيقات الحرارية ذات الطلب المنخفض أو المتقطع ، يمكن زيادة النظام باستخدام تفريغ حراري قابل للتحويل إلى البيئة الخارجية من أجل حماية عمر الخلية والحفاظ على إنتاج الطاقة الكهروضوئية الموثوق ، على الرغم من الانخفاض الناتج في صافي كفاءة التشغيل.
يتيح التبريد النشط HCPVT استخدام وحدات استقبال حرارية ضوئية ذات طاقة أعلى بكثير ، مما يولد نموذجيًا من 1 إلى 100 كيلووات (kW) كهربائي ، مقارنة بأنظمة HCPV التي تعتمد في الغالب على التبريد السلبي لحوالي 20 ~ خلايا دبليو. تستخدم أجهزة الاستقبال عالية الطاقة هذه صفائف كثيفة من الخلايا المركبة على المشتت الحراري عالي الكفاءة. يعد تقليل عدد وحدات الاستقبال الفردية إلى الحد الأدنى بمثابة تبسيط قد يؤدي في النهاية إلى تحسين التوازن الكلي لتكاليف النظام وقابلية التصنيع وقابلية الصيانة / إمكانية الترقية والموثوقية.  نظام يجمع أجهزة استقبال يصل حجمها إلى 1 ميغاواط كهربائية / 2 تم اقتراح ميغاواط حراري مع TES لتمكين مولد دورة رانكين العضوي المصاحب لتوفير الكهرباء عند الطلب.

### مشاريع توضيحية
من المتوقع أن تكون اقتصاديات  الفولتية الضوئية المركزة الحرارية  Concentrated photovoltaic thermal CPVT الناضجة تنافسية ، على الرغم من التخفيضات الكبيرة الأخيرة في التكلفة والتحسينات التدريجية في الكفاءة لأنظمة السيليكون الفولتية الضوئية التقليدية (التي يمكن تثبيتها جنبًا إلى جنب مع الطاقة الشمسية المركزة  CSP التقليدية لتوفير إمكانات توليد كهربية + حرارية مماثلة). قد يكون النظام الحراري CPVT اقتصاديًا في الوقت الحالي للأسواق المتخصصة التي تتمتع بجميع خصائص التطبيق التالية:
- إشعاع طبيعي مباشر عالي الطاقة الشمسية (DNI)
- قيود مساحة ضيقة لوضع مجموعة مجمعات شمسية
- الطلب المرتفع والمستمر لدرجات الحرارة المنخفضة (<80 درجة مئوية) الحرارة
- ارتفاع تكلفة شبكة الكهرباء
- الوصول إلى مصادر الطاقة الاحتياطية أو التخزين الفعال من حيث التكلفة (الكهربائية والحرارية)

إن استخدام اتفاقية شراء الطاقة (PPA) ، وبرامج المساعدة الحكومية ، وخطط التمويل المبتكرة تساعد أيضًا المصنعين والمستخدمين المحتملين على التخفيف من مخاطر تبني تقنية CPVT المبكر.
يتم الآن نشر عروض معدات نظام الفولتية الضوئية المركزة الحرارية CPVT التي تتراوح من التركيز المنخفض (LCPVT) إلى التركيز العالي (HCPVT) من خلال العديد من المشاريع الناشئة . على هذا النحو ، فإن قابلية الاستمرار على المدى الطويل للنهج الفني و / أو التجاري الذي يتبعه أي مزود نظام فردي هي عادة مضاربة. والجدير بالذكر أن الحد الأدنى من المنتجات القابلة للتطبيق للشركات الناشئة يمكن أن يختلف بشكل كبير في اهتمامهم بهندسة الموثوقية . ومع ذلك ، يتم تقديم التجميع غير الكامل التالي للمساعدة في تحديد بعض اتجاهات الصناعة المبكرة.
تم تجميع أنظمة LCPVT بتركيز 14x تقريبًا باستخدام مكثفات الحوض العاكسة ، وأنابيب الاستقبال المكسوة بخلايا السيليكون ذات الوصلات البينية الكثيفة ، بواسطة Cogenra بكفاءة مزعومة 75٪ (~ 15-20٪ كهربائية ، 60٪ حرارية). العديد من هذه الأنظمة قيد التشغيل لأكثر من خمس سنوات اعتبارًا من عام 2015 ، ويتم إنتاج أنظمة مماثلة بواسطة Absolicon  و Idhelio  بتركيز 10x و 50x ، على التوالي.
ظهرت عروض HCPVT بتركيز يزيد عن 700x مؤخرًا ، ويمكن تصنيفها إلى ثلاث مستويات طاقة. أنظمة الطبقة الثالثة عبارة عن مولدات موزعة تتكون من صفيفات كبيرة من وحدات استقبال / مجمّع أحادية الخلية بقدرة 20 وات تقريبًا ، مماثلة لتلك التي كانت رائدة سابقًا بواسطة Amonix و SolFocus for HCPV. تستخدم أنظمة الطبقة الثانية مصفوفات موضعية كثيفة من الخلايا التي تنتج 1–100 كيلوواط من خرج الطاقة الكهربائية لكل وحدة استقبال / مولد. تتجاوز أنظمة الطبقة الأولى 100 كيلوواط من الناتج الكهربائي وهي الأكثر عدوانية في استهداف سوق المرافق.
يتم سرد العديد من موفري نظام HCPVT في الجدول التالي. جميع أنظمة العرض الإيضاحية تقريبًا كانت في الخدمة منذ أقل من خمس سنوات اعتبارًا من عام 2015. عادةً ما تكون الطاقة الحرارية المجمعة 1.5x-2x الطاقة الكهربائية المقدرة.
| مزود                    | دولة                               | نوع المكثف         | وحدة مقاس في كيلوواط ه | وحدة مقاس في كيلوواط ه | المرجع               |
| مزود                    | دولة                               | نوع المكثف         | مولد كهرباء            | المتلقي                | المرجع               |
| ----------------------- | ---------------------------------- | ------------------ | ---------------------- | ---------------------- | -------------------- |
|                         |                                    | - المستوى 1 -      |                        |                        |                      |
| رايجن                   | أستراليا                           | صفيف هليوستات كبير | 250                    | 250                    | [ 13 ]               |
|                         |                                    | - المستوى 2 -      |                        |                        |                      |
| طاقة الهواء / دسولار    | سويسرا                             | صحن كبير           | 12                     | 12                     | [ 89 ] [ 90 ] [ 91 ] |
| رينو                    | الولايات المتحدة                   | صحن كبير           | 6.4                    | 0.8                    | [ 92 ]               |
| سولارتون                | كندا                               | صحن كبير           | 20                     | 20                     | [ 93 ]               |
| جنوب غرب للطاقة الشمسية | الولايات المتحدة                   | صحن كبير           | 20                     | 20                     | [ 94 ]               |
| صن أويستر               | ألمانيا                            | حوض كبير + عدسة    | 4.7                    | 2.35                   | [ 95 ]               |
| زينيث سولار / صنكور     | إسرائيل / الصين / الولايات المتحدة | صحن كبير           | 4.5                    | 2.25                   | [ 96 ] [ 97 ]        |
|                         |                                    | - المستوى 3 -      |                        |                        |                      |
| BSQ الشمسية             | إسبانيا                            | مصفوفة عدسة صغيرة  | 13.44                  | 0.02                   | [ 98 ]               |
| سيليكس باور             | مالطا                              | مجموعة أطباق صغيرة | 16                     | 0.04                   | [ 99 ]               |
| Solergy                 | إيطاليا / الولايات المتحدة         | مصفوفة عدسة صغيرة  | 20                     | 0.02                   | [ 100 ]              |

- الطاقة الشمسية المركزة (CSP)
- مركز شمسي ضيائي
- الفولتية الضوئية المركزة الحرارية (CPVT)

## اقرأ أيضا
- توليد الكهرباء من طاقة الشمس
- نظام الفولتية الضوئية المركزة الحرارية
- خلية شمسية
- خلية ضوئية جهدية متعددة الوصلات
- ظاهرة كهروضوئية
- لوح ضوئي
- لوح ضوئي جهدي